# Martin Plattner
Martin Plattner (* 9. September 1975 in Zams) ist ein österreichischer Dramatiker.

## Leben
Martin Plattner wuchs in Wenns im Pitztal auf. Er absolvierte ein Studium der Komparatistik an der Universität Innsbruck und war über mehrere Jahre als Dramaturg, Regieassistent und Ghostwriter tätig. Seit 2001 lebt er als freier Schriftsteller in Wien. 

## Werk
Plattner schreibt in erster Linie Texte für Sprecherinnen und Darstellerinnen, Männer kommen in seinen Arbeiten kaum vor. Plattner will Frauen zwischen 30 und 60 zeigen, die seiner Wahrnehmung nach noch immer wenig Platz auf den Theaterbühnen finden. Dabei bedient er sich realer Vorbilder, denn er „will sichtbar machen, dass interessante Frauen da sind und wir nicht genug hinschauen, zu oft weghorchen“.
Die Frauenfiguren sind stets Ausgeschlossene. Plattner zeigt den Zusammenhang von Exklusionsmechanismen mit Erwerb, Ausübung und Verlust von Macht auf. Die zum Großteil historischen Frauenfiguren konfrontiert Plattner mit aktuellen und alltäglichen Themen wie etwa der Pflege von Angehörigen.
Who shot the princess von  2010 stellt Prinzessinnenfiguren aus der Geschichte, der Märchenwelt und aus südamerikanischen Telenovelas als Gegenentwurf Rebellinnen, Künstlerinnen und Filmdiven an die Seite. Titel wie Inhalt lehnen sich an Elfriede Jelineks Prinzessinendramen an. Elfriede Jelinek selbst beteiligte sich auch an der Inszenierung und sprach Texte ein. Das Stück entstand in internationaler Kooperation und wurde im brut im Künstlerhaus uraufgeführt, kam zur weiteren Aufführung im Laboratorio Arte Alameda in Mexiko-Stadt, wurde in Wien 2011 wieder aufgenommen und war Gegenstand eines theaterwissenschaftlichen Symposiums über Drama und politischen Widerstand.
Im Mittelpunkt von Um: Hausen (2014) steht eine 41-jährige Frau, die gemeinsam mit ihrer Mutter aus ihrem Haus vertrieben werden soll, um Platz für ein Klärwerk zu machen.  Die Tochter wehrt sich gegen den Druck der Dorfgemeinschaft und schreibt anonyme Drohbriefe. „Es geht um Frauen, die zum Schweigen verdammt werden. Ihnen will ich eine Stimme geben“, so Plattner. Als die Liste mit den Namen auftaucht, verfällt Umhausen in einen Ausnahmezustand. Die Dorfbewohner machen sich auf die Suche nach der Verfasserin der Drohbriefe, dabei tun sich gesellschaftliche Abgründe voll von Vorurteilen und Ausgrenzungsmechanismen auf.
Maultasch von 2015 beschreibt soziale Isolation und Exklusion einhergehend mit Machtverlust. Margarete von Tirol war Landesfürstin der Erblande Tirol. Nach zwei arrangierten Ehen und vier Kindern, die sie alle überlebt hat, übergibt Margarete ihre Erblande an die Habsburger und zieht sich zurück, um fortan ihre kranke Schwester Adelheid zu pflegen. Antimortina (2017) thematisiert die mütterliche Fürsorge und Pflege als existenzielle Rückversicherung: Eine Mutter von zehn Kindern bleibt mit dem jüngsten Kind alleine zurück und widmet sich ganz der Pflege des letzten Kindes. Im Stück Ferner (2018) schildert er den Pflegealltag aus Sicht der Pflegenden und Gepflegten. Ein Zivildiener und eine Oberpflegerin verfolgen durch eine vereiste Unterwelt eine aus dem Pflegeheim entflohene alte Frau mit Namen Zimmer XXXIII.

## Dramen (Auswahl)
- rand: ständig, UA: Landestheater Linz (Studio), 2019; Regie: Tanja Regele
- ferner, UA: Tiroler Landestheater, 2018; Regie: Elke Hartmann
- antimortina, UA: Vereinigte Bühnen Bozen, 2017; Regie: Alexander Kratzer
- Maultasch, UA: Tiroler Landestheater, 2015; Regie: Philipp Jescheck
- um: hausen, UA: Freies Theater Innsbruck, 2014; Regie: Martin Zistler
- Eyulita Exhbtd, UA: Off-Theater Wien, 2009; Regie: Martin Zistler

Die Stücke Maultasch, antimortina, ferner und rand: ständig wurden von Vladko Murdarov ins Bulgarische übersetzt und erschienen 2019 als Маулташ („Maultasch“) in Buchform.

## Auftragswerke (Auswahl)
- Toteis, Libretto für eine Oper von Manuela Kerer, UA: Vereinigte Bühnen Bozen / Haydn-Orchester, 2020; Regie: Mirella Weingarten
- Die Sedierten, UA: Landestheater Linz (Kammerspiele), 2020; Regie: Stephan Suschke
- Phantasma X, UA: Tiroler Landestheater, 2019; Regie: Verena Koch
- Die Erben, UA: Festival Stummer Schrei Zillertal, 2018; Regie: Roland Silbernagl
- Who shot the princess? UA: brut im Künstlerhaus Wien / WA: bestOFFstyria TTZ Graz, Laboratorio Arte Alameda Mexiko-Stadt, 2010/11; Regie: Gin Müller
- Alice. Eine Wunderlandgeschichte, UA: Kosmos Theater Wien, 2004; Regie: Isabella Feimer

## Ehrungen und Auszeichnungen
- 2024 Arbeitsstipendium Literatur des Landes Tirol
- 2023 Arbeitsstipendium Dramatik der Stadt Wien[5]
- 2021 Großes Literaturstipendium des Landes Tirol 2021/22[6]
- 2019 Hilde-Zach-Literaturstipendium der Stadt Innsbruck[7]
- 2018 Thomas-Bernhard-Stipendium des Landestheater Linz
- 2017 DramatikerInnenstipendium der Literar-Mechana
- 2015 Siegerpreis der Bozner Autorentage für Antimortina[8]
- 2013 Großes Literaturstipendium des Landes Tirol 2013/2014 für Maultasch[9]
- 2011 DramatikerInnenstipendium des BMUKK